# TuS Mayen
Der Turn- und Sportverein Mayen 1886/1914 e. V., kurz TuS Mayen ist ein Sportverein aus der rheinland-pfälzischen Stadt Mayen. Neben der Fußballabteilung verfügt der TuS Mayen unter anderem auch über Turn-, Leichtathletik-, Hockey-, Handball-, Tanz-, Schwimm- und Tennismannschaften.

## Geschichte
Der TuS Mayen Fußballverein ist ein eigenständiger Verein im Vereinsverbund des Gesamtverein TuS Mayen.
Am 23. September 1886 gründeten 25 Männer im Gasthaus Colmie, dem späteren Sterngarten, den Turnverein Mayen. Schon früh umfasste das Angebot des Turnverein auch andere Sportarten. In den Jahren 1910 und 1911 errichtete man im Nettetal den TuS Platz. Viele Mitglieder des ersten Mayener Fußballclubs „Germania“ sowie die „Weiersbacher“ wechselten im Verlauf zum TV Mayen. Fußball wurde in den Übungsplan aufgenommen und die Fußballabteilung gegründet.
Nach dem Ersten Weltkrieg, der viele Mitglieder das Leben kostete, wurde ab 1918 auch in Mayen wieder Fußball gespielt. Durch die Einführung von DFB-Statuten wurde 1921 die erste Jugendmannschaft gegründet, die sofort die Junioren-1a-Bezirksmeisterschaft gewinnen konnte. Ein Jahr später wurde die erste Mannschaft Kreismeister und stieg in die Bezirksliga auf. In der Saison 1934/35 behauptete sich der TuS in der Bezirksliga, verpasste jedoch den Aufstieg in die Gauliga Mittelrhein durch eine Niederlagen gegen den TuS Neuendorf. 1939 kam es aus politischen Gründen zur Zwangsfusion mit dem SV Rheinland Mayen. Eine Verfügung des Landrats machte aus dem Verein den TuS Mayen 1886/1914.
Nach dem Zweiten Weltkrieg, im Oktober 1945, erlaubte die französische Militärregierung den stillgelegten Verein wieder ins Leben zu rufen – aufgrund des Verbots des Namens „Turn- und Sportverein“ zunächst als „Tennis- und Sportverein“, danach vorübergehend als „1. Sport-Club Mayen 1886/1914“ und schließlich wieder als „TuS“.
In den 1960er Jahren wuchs der TuS allmählich zu einem der führenden Vereine des Fußballverbands Rheinland heran. 1963 stieg der TuS erstmals in die neu gegründete Rheinlandliga auf und wurde 1966 erstmals Rheinlandpokal-Sieger. 1969 stieg der Verein ab, 1973 erreichte man den erneuten Aufstieg. Es folgten sportlich erfolgreiche Jahre mit zwei weiteren Pokalsiegen (1974 und 1976). Dreimal hintereinander konnte man sich für den DFB-Pokal qualifizieren, unterlag jedoch jeweils in der ersten Hauptrunde (1974 gegen Rapide Wedding (0:3), 1975 gegen die Sportfreunde Schwäbisch Hall (1:5), 1976 gegen Hertha Zehlendorf (0:1)).
1980 stieg der TuS erstmals in die Amateur-Oberliga Südwest auf, damals die dritthöchste Spielklasse. Es folgten Abstiege und Aufstiege. 1989 und 1994 konnte man als Rheinlandmeister wieder in die Oberliga aufsteigen, 1999 ging es wieder hoch in die Oberliga um gleich wieder abzusteigen. 2001 feierte man den fünften Rheinlandmeister-Titel.
Von 2001 bis 2010 blieb man ein ganzes Jahrzehnt in der Oberliga Südwest, die zwischenzeitlich durch Reformen (Einführung der Regionalligen) nur noch viertklassig war. Besonders erfolgreich war die Saison 2002/03, als man fast zwei Monate lang die Tabelle der Oberliga Südwest anführte und am Ende Tabellensechster wurde. 2004 errang man zum vierten Mal den Rheinlandpokal durch den Finalsieg gegen die SG 06 Betzdorf (1:1 n. V., 3:0 i. E.). Durch diesen Sieg qualifizierte man sich für den DFB-Pokal, wo man in der 1. Runde auf den VfB Stuttgart traf. Im ausverkauften Nettetalstadion unterlag die TuS vor 6500 Zuschauern mit 0:6. Nachdem sich der TuS unter Trainer Stefan Ruthenbeck trotz kleinem Etat und stets jüngster Mannschaft immer in der Liga halten konnte, folgte 2010 der Abstieg in die Rheinlandliga. Dieser war ein tiefer Einschnitt, der dem TuS zehntausende Euro kostete, da viele Sponsorenverträge an die Ligazugehörigkeit geknüpft waren.
2012 erreichte der TuS nach acht Jahren erstmals wieder das Finale des Rheinlandpokals, unterlag allerdings dem klassenhöheren SV Roßbach/Verscheid in Emmelshausen mit 0:2. Zuvor bezwang man im Halbfinale den Regionalligisten Eintracht Trier mit 3:2.
Seit 2010 spielte der TuS in der sechstklassigen Rheinlandliga. In der Saison 2018/19 wurde er Tabellendritter, in den drei vorherigen Spielzeiten erreichte man jeweils den vierten Platz. Die Saison 2019/20 wurde aufgrund der COVID-19-Pandemie vorzeitig abgebrochen, der TuS Mayen befand sich zu diesem Zeitpunkt auf dem elften Tabellenplatz. Die nachfolgende Spielzeit wurde annulliert.
Zum Ende der Saison 2022/23 stieg der Verein als 14. erstmals nach 50 Jahren wieder in die Bezirksliga Mitte ab.

### Ehemalige Spieler und Trainer
Im Laufe der Jahrzehnte brachte der TuS etliche hochklassige Spieler hervor. Dazu zählen:
- Klaus-Dieter Augst
- Daniel Bauer
- Stefan Bell
- Horst Feilzer
- Arno Glesius
- Manfred Mannebach
- Winfried Schäfer

Auch erfolgreiche Trainer entstammen der Jugend des TuS Mayen:
- Thomas Klasen
- Stefan Ruthenbeck
- Reinhard Saftig
- Winfried Schäfer
- Jan Siewert
- Markus Högner

Der Fußballfunktionär Marcus Jung war Ende der 1990er-Jahre Kapitän des TuS Mayen.

## Erfolge
- Meister der Rheinlandliga 1980, 1984, 1989, 1999, 2001
- Meister Bezirksliga 1973
- Kreismeister 1922
- Rheinlandpokalsieger 1966, 1974, 1976, 2004
- Rheinlandpokalfinalist 1957, 1964, 2012
- Teilnahme am DFB-Pokal (4): 1974, 1975, 1976 und 2004

## Platzierungen
| Saison  | Liga                       | Platz |
| 1999/00 | Oberliga Südwest (IV)      | 15.   |
| 2000/01 | Verbandsliga Rheinland (V) | 01.   |
| 2001/02 | Oberliga Südwest (IV)      | 12.   |
| 2002/03 | Oberliga Südwest           | 06.   |
| 2003/04 | Oberliga Südwest           | 09.   |
| 2004/05 | Oberliga Südwest           | 12.   |
| 2005/06 | Oberliga Südwest           | 11.   |
| 2006/07 | Oberliga Südwest           | 11.   |
| 2007/08 | Oberliga Südwest           | 13.   |
| 2008/09 | Oberliga Südwest (V)       | 12.   |
| 2009/10 | Oberliga Südwest           | 17.   |
| 2010/11 | Rheinlandliga (VI)         | 12.   |
| 2011/12 | Rheinlandliga              | 08.   |
| 2012/13 | Rheinlandliga              | 05.   |
| 2013/14 | Rheinlandliga              | 11.   |
| 2014/15 | Rheinlandliga              | 09.   |
| 2015/16 | Rheinlandliga              | 04.   |
| 2016/17 | Rheinlandliga              | 04.   |
| 2017/18 | Rheinlandliga              | 04.   |
| 2018/19 | Rheinlandliga              | 03.   |
| 2019/20 | Rheinlandliga              | 011.  |
| 2020/21 | Rheinlandliga              | 05.   |
| 2021/22 | Rheinlandliga              | 014.  |
| 2022/23 | Rheinlandliga              | 014.  |
| 2023/24 | Bezirksliga Mitte          | 05.   |
| 2024/25 | Bezirksliga Mitte          | 07.   |
| 2025/26 | Bezirksliga Mitte          |       |

In der ewigen Tabelle der Oberliga Südwest steht der TuS Mayen an 20. Stelle. In 20 Spielzeiten Oberliga (686 Spiele) errang man 703 Punkte bei einem Torverhältnis von 859:1272 Tore.

## Stadion
Der TuS Mayen trägt seine Heimspiele im Nettetal-Stadion aus. Das 1973 erbaute und 2003 sowie 2020 modernisierte Stadion verfügt über ca. 5000 Stehplätze. Einen Zuschauerrekord gab es beim DFB-Pokalspiel gegen den VfB Stuttgart im Jahr 2004, als 6500 Zuschauer im ausverkauften Nettetal-Stadion das Spiel verfolgten.
Als Ausweichplatz steht unterhalb des Stadions der Kunstrasenplatz (ehemaliger TuS-Platz) zur Verfügung. Der Platz verfügt über rund 2000 Stehplätze. Hier trägt auch die Feldhockeyabteilung des TuS Mayen seine Heimspiele aus.

## Rivalitäten
Aufgrund zahlreicher hitziger Duelle in Rheinland- und Oberliga gilt die TuS Koblenz als eigentlicher „Erzfeind“ der Mayener. Durch den Aufstieg der Koblenzer bis in die zweite Bundesliga, fand das letzte Pflichtspiel gegeneinander im Ligabetrieb in der Saison 2003/04 statt.
Stadtintern gilt auch der SV Rheinland Mayen als Rivale. Zwar sind auch hier beide Vereine seit Jahren durch einige Ligen getrennt, jedoch trifft man bei den Mayener Stadtmeisterschaften regelmäßig aufeinander.

## Hockey
Beim Hallenhockey unterhält die Abteilung zwei Herrenteams. Die 1. Herrenmannschaft spielt in der Saison 2014/15 in der Verbandsliga Rheinland-Pfalz/Saar.